# Bruno Müller
Bruno Müller (ur. 13 września 1905 w Strasburgu, zm. 1 marca 1960 w Oldenburgu) – niemiecki prawnik, SS-Obersturmbannführer, dowódca Einsatzkommando 2/I które aresztowało profesorów Uniwersytetu Jagiellońskiego 6 listopada 1939 (Sonderaktion Krakau), podlegającego organizacyjnie Einsatzgruppe I pod dowództwem SS-Brigadeführera Bruno Streckenbacha, działających przy niemieckiej 14 Armii.

Müller przybył na spotkanie z profesorami w asyście policji i wygłosił krótkie oświadczenie: 

Tutejszy uniwersytet rozpoczął rok akademicki bez wcześniejszego uzyskania zgody władz niemieckich. Jest to wyraz złej woli. Ponadto jest powszechnie wiadomo, że nauczyciele zawsze byli wrogo nastawieni do niemieckiej nauki. W związku z tym, wszyscy, poza obecnymi na sali kobietami, zostaną wywiezieni do obozu koncentracyjnego. Jakakolwiek dyskusja, a nawet wypowiedzi na ten temat są wykluczone. Kto odważy się na opór wobec wykonania mojego rozkazu, zostanie zastrzelony.

## Życiorys
Bruno Müller był członkiem NSDAP, SS i SD. Podczas niemiecko-radzieckiej agresji na Polskę we wrześniu 1939 nie tylko powierzono mu akcję aresztowania profesorów UJ, ale także dowodził oddziałem w ramach Einsatzgruppe zur besonderen Verwendung mającym za zadanie likwidację polskiej inteligencji na terenach Górnego Śląska w czasie operacji „Tannenberg”. Usuwał także z Górnego Śląska ludność żydowską, nad linię dzielącą po 17 września 1939 tereny okupowanej Polski na strefę niemiecką i radziecką. Po wybuchu wojny niemiecko-radzieckiej w czerwcu 1941 Müller pracował w sztabie Einsatzgruppe D przy 11 Armii, która tylko do końca 1941 zamordowała 92 tysiące cywili. 

8 sierpnia 1941 w Thigina Müller popełnił zbrodnię tak opisaną przez naocznego świadka: 

Jako pierwszy podszedł do pewnej Żydówki, trzymającej w ramionach około trzyletnie dziecko, która została mu przez kogoś wskazana i powiedział co następuje: wy musicie umrzeć, abyśmy my mogli żyć. Po czym wyciągnął pistolet i zastrzelił najpierw dziecko a potem tę kobietę.

 Po zakończeniu II wojny światowej Bruno Müller został skazany przez brytyjski sąd wojenny na karę 20 lat pozbawienia wolności. Jednak objęty amnestią wyszedł z więzienia już w 1953 i do śmierci w marcu 1960 pracował jako agent ubezpieczeniowy.
Polska Rzeczpospolita Ludowa starała się o pociągnięcie go do odpowiedzialności, jednak wszelkie starania polskiego wymiaru sprawiedliwości zostały oddalone.